# Charlie Mulgrew
Charles Patrick "Charlie" Mulgrew, född 6 mars 1986 i Glasgow, är en skotsk fotbollsspelare som spelar för skotska Dundee FC.

## Klubbkarriär
Mulgrew gick till Wolves som en del i uppgörelsen när Lee Naylor köptes av Celtic i augusti 2006. Större delen av första säsongen var han skadad. Säsongen 2007–2008 lånades han under våren ut till Southend United för att få speltid.
Den 15 juli 2008 skrev han på ett tvåårskontrakt med Aberdeen. 
Den 31 augusti 2016 värvades Mulgrew av Blackburn Rovers, där han skrev på ett treårskontrakt. Den 8 augusti 2019 lånades Mulgrew ut till Wigan Athletic på ett låneavtal över säsongen 2019/2020. Den 16 oktober 2020 lånades Mulgrew ut till Fleetwood Town på ett låneavtal över säsongen 2020/2021. Den 1 juli 2021 värvades Mulgrew av skotska Dundee FC på ett treårskontrakt.

## Landslagskarriär
Charlie Mulgrew har representerat Skottland på alla nivåer upp till och med U21-landslaget.